# Ononamolo II
Ononamolo II is een bestuurslaag in het regentschap Nias Barat van de provincie Noord-Sumatra, Indonesië. Ononamolo II telt 1233 inwoners (volkstelling 2010).